# Taiping Xiang (socken i Kina)
Taiping Xiang (kinesiska: 太平乡) är en socken i Kina. Den ligger i provinsen Hubei, i den centrala delen av landet, omkring 430 kilometer väster om provinshuvudstaden Wuhan.
Genomsnittlig årsnederbörd är 1 677 millimeter. Den regnigaste månaden är september, med i genomsnitt 284 mm nederbörd, och den torraste är december, med 18 mm nederbörd.